# Hyles hippophaes
Hyles hippophaes је врста ноћног лептира из породице вештица (лат. Sphingidae).

## Распрострањење
Ареал врсте Hyles hippophaes обухвата већи број држава у Азији и Европи. Врста је присутна у Кини, Шпанији, Италији, Грчкој, Румунији, Украјини, Турској, Монголији, Казахстану, Авганистану, Пакистану, Ирану, Ираку, Бугарској, Француској, Словенији, Молдавији, Јерменији, Азербејџану, Грузији, Киргистану, Сирији, Таџикистану, Туркменистану и Узбекистану. Врста је изумрла у Немачкој.
- Hyles hippophaes ♂
- Hyles hippophaes ♂  △
- Hyles hippophaes  ♀
- Hyles hippophaes ♀ △

## Подврсте
- (Staudinger, 1874)
- Eitschberger & Saldaitis, 2000

## Угроженост
Подаци о распрострањености ове врсте су недовољни.